# 駿相丸
駿相丸は、幕末に加賀藩が所有した帆船。
慶応3年5月（1867年6月 - 7月）に長崎で購入。代価は1万ドルであった。原名は「Wild Dayrell」。慶応2年12月（1867年1月）に難破した藩の帆船「啓明丸」の代わりとして購入されたものと思われる。
「駿相丸」は木製のスクーナー形帆船で、トン数158トン、長さ31.0m、幅7.1mであり、1855年にイギリスで建造された。
「駿相丸」は慶応3年7月（1867年7月 - 8月）に七尾港を出港し、択捉港で塩鮭を積んで品川まで運んだという。
戊辰戦争中、藩の蒸気船が2隻とも故障と難破で使用できなくなったため「駿相丸」が御用米の箱館への輸送に従事することになった。「駿相丸」は御用米1800俵を積んで明治元年9月15日（1868年10月30日）に伏木浦から箱館へ向かい、9月23日（1868年11月7日）に到着したが、10月25日（1868年12月8日）に旧幕府軍に拿捕された。
『日本郵船船舶100年史』には加賀藩が慶応3年5月8日に1万ドル購入して「駿明丸」と改名し、後に郵便汽船三菱会社所属となったときに「駿相丸」と改名されたとする船が掲載されている。同書によれば「駿明丸」は総トン数158トン、垂線間長32.74m、幅6.98mの木製スクーナーで、前身は1855年にワイト島で建造された「Wild Dayrell」であり、廃藩置県後は廻漕取扱所、次いで日本国郵便蒸気船会社に所属し、郵便汽船三菱会社所属となった後、解体された。